# Florida Reef
La Florida Reef (anche conosciuta come Great Florida Reef, Florida reefs, Florida Reef Tract e Florida Keys Reef Tract) è l'unica barriera corallina vivente negli Stati Uniti continentali.

## Descrizione
È la terza barriera corallina più grande al mondo (dopo la Grande Barriera Corallina e la Barriera Corallina del Belize). Si trova un paio di chilometri al largo delle Florida Keys, è larga circa 4 miglia (tra 6 e 7 km) e si estende (lungo i 20 metri di contorno in profondità) per 270 km dalle Fowey Rocks, ad est fino a Soldier Key e a sud fino alle Marquesas Keys. Il tratto di barriera corallina forma un grande arco concentrico rispetto alle Florida Keys, con il confine settentrionale, nel Biscayne National Park, orientato nord-sud e il confine occidentale, a sud delle Marquesas Keys, orientato est-ovest. Il resto della barriera al di fuori del Biscayne National Park si trova all'interno del John Pennekamp Coral Reef State Park e del Florida Keys National Marine Sanctuary. Tratti corallini isolati si incontrano verso nord dal Biscayne National Parkfino a Stuart, in Martin County. Ci sono più di 6000 barriere coralline individuali nel sistema. Le barriere hanno dai 5000 ai 7000 anni, e si sono sviluppate insieme all'aumento del livello del mare a seguito della glaciazione del Wisconsin.

## Geografia
Le barriere coralline più dense e spettacolari si trovano nei pressi di Key Largo (dentro e fuori dal John Pennekamp Coral Reef State Park) e di Elliot Key, dove due lunghe scogliere aiutano a proteggere le barriere coralline dagli effetti del riciclo d'acqua con Florida Bay, Biscayne Bay, Card Sound e Barnes Sound. Le baie (tutte tra le Florida Keys e la terraferma) tendono ad avere una minore salinità, una maggiore torbidità e maggiori variazioni di temperatura rispetto alle acque aperte. I canali tra le scogliere permettono all'acqua delle baie di fluire all'interno delle barriere coralline (specialmente nelle scogliere di mezzo) limitandone la crescita.
La Florida Reef è costituita da due fasce separate dalle Florida Keys dal canale di Hawk. Nelle vicinanze delle Keys si trova una cresta dorsale chiamata White Bank, coperta da larghe praterie di crine marino con macchie di coralli sulla superficie. Più in là in mare aperto, sul bordo di Florida Straits si trova la seconda cresta  dorsale che va a formare le barriere coralline esterne, coperte da coralli e banchi duri composti di macerie di coralli e sabbia.

## Ambiente e habitat
Circa 1,400 specie di piante marine ed animali, incluse più di 40 specie di coralli rocciosi e 500 specie di pesci, vivono lungo la Florida Reef. La Florida Reef si trova nei pressi del limite settentrionale per i coralli tropicali, ma la diversità delle specie sulla barriera è paragonabile a quella dei sistemi corallini del Mar dei Caraibi.